# Ralph Alger Bagnold
Ralph Alger Bagnold OBE, FRS,(3 April 1896 – 28 May 1990) Va ser un explorador del desert, geòleg i militar anglès.
El 1932, va organitzar la primera travessa registrada d'est a oest del desert de Líbia. El seu treball en el camp dels processos eòlics va ser la base del llibre The Physics of Blown Sand and Desert Dunes, establint la disciplina de la geomorfologia eòlica, combinant observacions de treball de camp, experiments i equacions físiques. El seu treball ha estat utilitzat per l'agència espacial dels Estats Units NASA en el seu estudi del terreny del planeta Mart, les Dunes de Bagnold a la superfície de Mart reben el seu nom.
Durant la Segona Guerra Mundial, va ser un oficial de l'exèrcit britànic, en el qual va fundar el Long Range Desert Group, servint-hi com a primer comandament a la campanya del nord d'Àfrica.